# 卜大同
卜大同（1509年—1555年），字吉夫，號監泉，浙江嘉興府秀水縣人，匠籍，明朝政治人物。

## 生平
嘉靖十六年（1537年）丁酉科順天鄉試第七十名舉人，十七年（1538年）戊戌科三甲第三十名進士。授刑部主事，升員外郎，出為湖廣按察司僉事，改湖廣布政使司參議，升福建按察司副使。徐階為其作墓誌銘。

## 著作
著有《備倭圖記》四卷、《征苗圖記》一卷、《備倭記》二卷、《監泉集》。

## 家族
曾祖卜顒；祖父卜周，義官；父卜宗洛，監生，贈刑部員外郎。前母周氏（贈宜人）；母賀氏（封宜人）。弟卜大觀、卜大有、卜大順。

### 書目
- 《國朝獻徵錄》
- 明萬曆二十四年修民國十四年鉛字重刊本，《秀水縣志》